# Sherlock Holmes and the Voice of Terror
Sherlock Holmes and the Voice of Terror je igrani detektivski film iz leta 1942. Stvaritev filma je navdihnil sir Arthur Conan Doyle z zgodbo Slovo Sherlocka Holmesa, na kateri je film delno osnovan. Ustvarjalci so snov črpali tudi iz resničnega življenja in dela lorda Haw-hawa.
Film je režiral John Rawlins. Glavni vlogi sta odigrala Basil Rathbone kot Sherlock Holmes in Nigel Bruce kot dr. Watson. Gre za 3. film iz Rathbonove in Brucove filmske serije. Dogajanje v filmu je osredotočeno na iskanje nacističnega propagandista, ki prek radijskih valov na otok z zloveščim glasom pošilja sovražna sporočila.
Film se začne z uvodnim tekstom, v katerem sta Holmes in Watson opisana kot »večna,« s čimer so ustvarjalci opravičili dejstvo, da film ni postavljen v tradicionalno Holmesovo viktorijansko dobo (1881–1914). S tem so se ustvarjalci oddaljili od predhodnih dveh filmov iz serije (ki sta nastala pod okriljem 20th Century Fox) in so dogajanje postavili v čas druge svetovne vojne. Preobrazbo v moderni čas so potrdili tudi v prizoru, v katerem se Holmes in Watson odpravita raziskovat. Ko Holmes že poseže po svoji slavni lovski čepici, ga Watson opomne. Holmes si tako nerad natakne sodobni klobuk časa druge svetovne vojne, imenovan fedora.

## Vsebina
Britanski varnostni svet za obveščevalne dejavnosti se znajde pred nerešljivim problemom. Že dolgo časa se namreč neuspešno spopadajo z nacističnim propagandistom, ki prek radijskih valov Britancem pošilja zlovešča sporočila. Z njimi skuša razbiti moralo državljanov, sporočila spretno povezuje še z aktualnimi sabotažami. Ko torej izvede neko sabotažo, to nemudoma sporoči prek radia in pozove ljudstvo k predaji. Eden od članov varnostnega sveta, sir Evan Barham (igra ga Reginald Denny), zato v sili razmer za pomoč zaprosi Holmesa. Ostali člani sveta imajo sprva pomisleke, da se Holmes ne spozna na obveščevalne dejavnosti in da lahko prek Holmesa zadeva prodre v javnost.
Ko se Holmes in Watson vrneta na Baker Street 221B, ju tam pričaka eden od Holmesovih operativcev, Gavin, z nemškim bodalom v hrbtu. Tik preden jima v naročju umre, zmomlja besedo »Christopher.« Zatem se odpravita v londonski predel Limehouse, kjer se v zanemarjeni pivnici sestaneta z Gavinovo ženo Kitty (igra jo Evelyn Ankers). Obvestita jo o moževi smrti in jo poprosita za pomoč. Ona naposled privoli in z ganljivim govorom angažira vse kompanjone v pivnici, da se odpravijo raziskovat, kaj Christopher pomeni.
Po vrnitvi domov se Holmes pozabava s preiskovanjem radijskih frekvenc. S pomočjo osciloskopa uspe ugotoviti, da so posnetki zloveščega nacističnega propagandista posneti vnaprej. Odtod sklepa naprej, da ta propagandist svoje posnetke snema v Angliji ter jih nato nekako posreduje v Nemčijo, od koder jih nato predvajajo. To ugotovitev Holmes izda tudi varnostnemu svetu. Kmalu zatem se Holmes in Watson dokopljeta do podatka, kaj beseda Christopher pomeni. Izkaže se, da je umirajoči Gavin želel reči Christopher Docks, ki so skupek starih pristaniških objektov na reki Temzi. Na poti do pristanišča se jima pridruži še sir Anthony Lloyd (igra ga Henry Daniell), eden od članov varnostnega sveta, ki želi imeti več podatkov o njunih dejavnostih. Ko prispejo do dokov, padejo v zasedo skupini nacističnih vohunov. Skupino vodi možakar po imenu Meade (igra ga Thomas Gomez). Razmerje moči se nato obrne, ko naciste obkoli velikanska skupina Kittyjinih pomagačev. Ko se že zdi, da je Holmesu uspelo in da je primer končan, Meade naenkrat odpre skrivna vratca v tleh in skoznja pobegne.
Holmes tako zadolži Kitty, da se pridruži Meadu pod pretvezo, da je tatica na begu. Meade jo sprejme k sebi in Kitty iz prisluškovanja njegovim telefonskim klicem izve, da se bo Meadova naslednja akcija zgodila še tisti večer, in sicer blizu podeželjskega dvorca sir Evana Barhama. Holmes Barhama obišče in skupaj nemočno opazujeta nemško letalo, ki pristaja na bližnjem travniku. Holmes se je sicer že prej pravilno dokopal do sklepa, da so preko takšnih letal nacisti pošiljali zlovešče posnetke do radijskih oddajnikov v Nemčijo. Sir Evan se odloči zadevo presekati in steče bližje ter nekajkrat ustreli proti letalu in zamaskiranemu Meadu ob letalu, vendar zgreši.
Holmes naslednji dan sporoči novice varnostnemu svetu in izrazi dvom glede zadnjega predvajanega posnetka. V njem je zlovešči glas naravnost v eter povedal, da bo Tretji rajh napadel z norveške strani napadel škotsko obalo. Holmes posnetku ne nasede, saj je mnenja, da gre verjetno za diverzijo in da se bo napad bržkone odvil na drugem koncu britanske obale. Kmalu zatem v dvorano prihrumi eden od Holmesovih operativcev, ki pove, da sta se Meade in Kitty odpravila na angleško južno obalo. Ob tej novici se vsi zbrani v dvorani na vrat na nos odpravijo na južno obalo. Tam s pomočjo britanskih jurišnikov zavzamejo porušeno cerkev, v kateri je Meade z nacističnimi pajdaši koval strategijo ob prihajajoči nemški invaziji. Holmes nato vse v cerkvi zaprosi za pozornost in prične s pripovedjo.
Najprej izda, da je resnični glas nacističnega propagandista v resnici glas sir Evana Barhama. Slednji je bil namreč med prvo svetovno vojno ujetnik v nemškem vojnem kampu in je bil na las podoben pripadniku nemške tajne službe Heinrichu von Borku. Nekega dne so Barhama ustrelili, medtem ko je njegovo identiteto po več letih skrbnega raziskovanja njegovega zasebnega življenja prevzel nihče drug kot von Bork. Von Bork je kot študent obiskoval univerzo Oxford in je obvladal angleščino in britanske navade. S pomočjo manjše plastične operacije si je von Bork poustvaril Barhamovo brazgotino iz otroštva, vendar je Holmes hitro prepoznal, da von Borkova brazgotina ni iz otroštva, temveč da je stara kvečjemu kakih 20 let. Odtod je tudi posumil in razkril von Borka in njegov načrt.
Zatem Holmes zbrane obvesti, da je bila nemška invazija zaustavljena in da je Meadov in von Borkov načrt propadel. Meade nato v jezi izpod svojega suknjiča potegne pištolo in do smrti ustreli Kitty. Ob poskusu pobega ga nato ustrelijo jurišniki. Celoten varnostni svet se zgrne okoli Kittyjinega trupla in vsi sklenejo, da njena junaška smrt ne bo zaman.

## Igralska zasedba
- Basil Rathbone - Sherlock Holmes
- Nigel Bruce - dr. Watson
- Evelyn Ankers - Kitty
- Henry Daniell - sir Alfred Lloyd
- Thomas Gomez - R.F. Meade
- Reginald Denny - sir Evan Barham (alias Heinrich von Bork)
- Leyland Hodgson - Roland Shore
- Olaf Hytten - admiral sir John Prentiss
- Montagu Love - general Jerome Lawford
- Hillary Brooke - Jill Grandis
- Edgar Barrier - zlovešči glas (brez uradne zaznambe)